# Comtat de Berat
El comtat de Berat (albanès: Qarku i Beratit) és un dels dotze comtats d'Albània, el novè tant en nombre d'habitants amb 140,956 habitants i una extensió de 1,798 km2 segons el cens de 2023. La capital és Berat.
El comtat limita amb les unitats d'Elbasan al nord, Korçë a l'est, Gjirokastër al sud i Fier a l'oest. Està dividit en cinc municipis, Berat, Dimal, Kuçovë, Poliçan i Skrapar, a on s'incorporen vint-i-cinc unitats administratives.